# 마리 (가수)
마리(본명: 이혜인, 1993년 10월 16일 ~)은 대한민국의 마리탱의 그룹이자 멤버이자 그녀는 부산에서 태어났다. 본관은 전주 이씨

## 학력
- 2012년 ~ 2016년 경남대학교 음악교육과 (졸업)

## 앨범
- 2022년 달콤해 달콤해
- 2022년 가장 예쁜 별을 너에게
- 2021년 좋은 일이 있을 거야
- 2021년 그때로 돌아가 널 꼭 안고 싶어
- 2021년 슬프지 않은 듯 안녕 (Feat. 갓튼 (Godton))
- 2020년 꿈 꾸는 밤
- 2020년 내 맘에 오지 말아요
- 2020년 #28번째 봄
- 2020년 어른이 되고 말았네
- 2019년 서울밤
- 2019년 이별금지

## 기타
- 2018 피처링탱 - 여름기억